# Бой под Рудками
Бой под Рудками — сражение между польскими повстанцами и русской армией в ходе восстания 1863—64 годов, на территории Царства Польского. Закончилось поражением повстанцев.

## Ход
3 февраля из Люблина вышел незначительный русский отряд под командованием майора Ракузы (Ракуссы) для действий повстанческого отряда Богдановича, 4 февраля русский отряд прибыл в Лович. Поляки, не ожидавшие столько быстрого прибытия русских войск отступили к Букову. Русские войска продолжили преследование повстанцев до местечка Сверже, где по данным разведки находился главный лагерь мятежников. Для того, чтобы не дать отряду Богдановича соединиться с главными силами мятежников, Ракуза двинулся напрямую к лагерю повстанцев. У деревни Рудка русский отряд был атакован отрядом повстанцев. Отбитые огнём пехоты повстанцы отступили в лес, но были окружены в нём. Штыковой атакой русские прорвали оборону повстанцев и те бросились в бегство. В это время к месту боя подходил главный отряд повстанцев под командованием Радзеевского, численностью до 1000 человек. 
Прекратив преследование разбитой группы Богдановича, русские обратились против Радзеевского. С расстояния 1200 шагов начался сильный обстрел повстанцев и те укрылись от огня в лесу. Ракуза приказал пехоте, а затем и казакам преследовать разбитую группу мятежников. Всего бой длился 5 часов. Повстанцы по русским данным потеряли до 350 убитыми и 1 знамя. Однако поляки заявляют, что в бою погибло 11 и было ранено 14 повстанцев. Потери русского отряда составили 4 человека ранеными.